# 唐·博文
唐纳德·E·博文（英語：Donald E. Boven，1925年3月6日—2011年3月10日），美国NBA联盟职业篮球运动员。退役后，他在大学中执教多年。